# Államok vezetőinek listája 2021-ben
Ezen az oldalon a 2021-ben fennálló államok vezetőinek névsora olvasható földrészek, majd országok szerinti bontásban.

## Európa
| Ország                                             | Államfő | Kormányfő |
| -------------------------------------------------- | --- | --- |
| Albánia · köztársaság                              | Ilir Meta (2017–2022), lista | Edi Rama (2013–), lista |
| Andorra · parlamentáris társhercegség              | Emmanuel Macron (2017–), lista Joan-Enric Vives i Sicília (2003–), lista Társhercegek listája | Xavier Espot Zamora (2019–), lista |
| Ausztria · szövetségi köztársaság                  | Alexander Van der Bellen (2017–) lista | Sebastian Kurz (2020–2021) Alexander Schallenberg (2021), ideiglenes Karl Nehammer (2021–2025), lista |
| Azerbajdzsán · köztársaság                         | İlham Əliyev (2003–), lista · * Hegyi-Karabah Köztársaság · Arajik Arutjunjan (2020–2023), lista · * Nahicseván · Vaszif Talibov (1995–2022), lista | Ali Asadov (2019–), lista * Hegyi-Karabah Köztársaság elnök tölti be a kormányfői pozíciót is * Nahicseván Sabuhi Mammadov (2020–2024), lista |
| Belgium · parlamentáris monarchia                  | Fülöp király (2013–) | Alexander De Croo (2020–2025), lista |
| Bosznia-Hercegovina · szövetségi köztársaság       | A háromtagú Elnökség elnöke * Bosznia-hercegovinai Föderáció Marinko Čavara (2015–2023), lista * Bosznia-hercegovinai Szerb Köztársaság Zeljka Cvijanović (2018–2022), lista * Nemzetközi főképviselő Valentin Inzko (2009–2021) Christian Schmidt (2021–) | Zoran Tegeltija (2019–2023), lista * Bosznia-hercegovinai Föderáció Fadil Novalić (2015–2023), lista * Bosznia-hercegovinai Szerb Köztársaság Radovan Visković (2018–), lista |
| Bulgária · köztársaság                             | Rumen Radev (2017–), lista | Bojko Boriszov (2014–2021) Sztefan Janev (2021), ügyvivő Kiril Petkov (2021–2022), lista |
| Ciprus · köztársaság                               | Níkosz Anasztasziádisz (2013–2023), lista · * Észak-Ciprus · Ersin Tatar (2020–), elnök | elnök tölti be a kormányfői pozíciót is · * Észak-Ciprus · Hamza Ersan Saner (2020–2021) · Faiz Sucuoglu (2021–2022), miniszterelnök |
| Csehország · köztársaság                           | Miloš Zeman (2013–2023), lista | Andrej Babiš (2017–2021) Petr Fiala (2021–), lista |
| Dánia · parlamentáris monarchia                    | II. Margit királynő (1972–2024) | Mette Frederiksen (2019–), lista · * Feröer · Bárdur á Steig Nielsen (2019–2022), lista · * Grönland · Kim Kielsen (2014–2021) · Múte B. Egede (2021–2025), lista |
| Egyesült Királyság · parlamentáris monarchia       | II. Erzsébet királynő (1952–2022) | Boris Johnson (2019–2022), lista · * Észak-Írország · Arlene Foster (2020–2021) · Paul Givan (2021–2022), első miniszter · * Skócia · Nicola Sturgeon (2014–2023), első miniszter · * Wales · Mark Drakeford (2018–2024), első miniszter · * Gibraltár külbirtok · Nick Pyle (2020–2023), ügyvivő, kormányzó · Fabian Picardo (2011–), főminiszter |
| Észak-Macedónia · köztársaság                      | Sztevo Pendarovszki (2019–2024), lista | Zoran Zaev (2020–2022), lista |
| Észtország · köztársaság                           | Kersti Kaljulaid (2016–2021) Alar Karis (2021–), lista | Jüri Ratas (2016–2021) Kaja Kallas (2021–2024), lista |
| Fehéroroszország · köztársaság                     | Aljakszandr Lukasenka (1994–), lista | Raman Halovcsenka (2020–2025), lista |
| Finnország · köztársaság                           | Sauli Niinistö (2012–2024), lista | Sanna Marin (2019–2023), lista · * Åland · Veronica Thörnroos (2019–), lista |
| Franciaország · köztársaság                        | Emmanuel Macron (2017–), lista | Jean Castex (2020–2022), lista |
| Görögország · köztársaság                          | Ekateríni Szakellaropúlu (2020–2025), lista | Kiriákosz Micotákisz (2019–2023), lista |
| Grúzia · köztársaság                               | Szalome Zurabisvili (2018–2024), lista · * Abházia · Aszlan Bzsania (2020–2024), lista · * Dél-Oszétia · Anatolij Bibilov (2017–2022), lista | Giorgi Gaharia (2019–2021) · Irakli Garibasvili (2021–2024), lista · * Abházia · Alekszandr Ankvab (2020–2024), lista · * Dél-Oszétia · Domentyij Kulumbegov (2014–2021) · Gennagyij Bekojev (2021–2022), lista |
| Hollandia · parlamentáris monarchia                | Vilmos Sándor király (2013–) | Mark Rutte (2010–2024), lista |
| Horvátország · köztársaság                         | Zoran Milanović (2020–), lista | Andrej Plenković (2016–), lista |
| Izland · köztársaság                               | Guðni Th. Jóhannesson (2016–2024), lista | Katrín Jakobsdóttir (2017–2024), lista |
| Írország · köztársaság                             | Michael D. Higgins (2011–), lista | Micheál Martin (2020–2022), lista |
| Koszovó · köztársaság · nemzetközi igazgatás alatt | Vjosa Osmani (2020–), lista * ENSZ-megbízott Zahir Tanin (2015–2021) | Avdullah Hoti (2020–2021) Albin Kurti (2021–), lista |
| Lengyelország · köztársaság                        | Andrzej Duda (2015–), lista | Mateusz Morawiecki (2017–2023), lista |
| Lettország · köztársaság                           | Egils Levits (2019–2023), lista | Arturs Krišjānis Kariņš (2019–2023), lista |
| Liechtenstein · alkotmányos monarchia              | II. János Ádám herceg (1989–) Alajos herceg régens, (2004–) | Adrian Hasler (2013–2021) Daniel Risch (2021–2025), lista |
| Litvánia · köztársaság                             | Gitanas Nausėda (2019–), lista | Ingrida Šimonytė (2020–2024), lista |
| Luxemburg · parlamentáris monarchia                | Henrik nagyherceg (2000–) | Xavier Bettel (2013–2023), lista |
| Magyarország · köztársaság                         | Áder János (2012–2022), lista | Orbán Viktor (2010–), lista |
| Málta · köztársaság                                | George Vella (2019–2024), lista | Robert Abela (2020–), lista |
| Moldova · köztársaság                              | Maia Sandu (2020–), lista · * Dnyeszter Menti Köztársaság · Vagyim Krasznoszelszkij (2016–) · * Găgăuzia · Irina Vlah (2015–2023), lista | Aureliu Ciocoi (2021), ügyvivő · Natalia Gavrilița (2021–2023), lista · * Dnyeszter Menti Köztársaság · Alekszandr Martinov (2016–2022), kombinált lista |
| Monaco · alkotmányos monarchia                     | II. Albert herceg (2005–) | Pierre Dartout (2020–2024), lista |
| Montenegró · köztársaság                           | Milo Đukanović (2018–2023), lista | Zdravko Krivokapić (2020–2022), lista |
| Németország · szövetségi köztársaság               | Frank-Walter Steinmeier (2017–), lista | Angela Merkel (2005–2021) Olaf Scholz (2021–2025), lista |
| Norvégia · parlamentáris monarchia                 | V. Harald király (1991–) | Erna Solberg (2013–2021) Jonas Gahr Støre (2021–), lista |
| Olaszország · köztársaság                          | Sergio Mattarella (2015–), lista | Giuseppe Conte (2018–2021) Mario Draghi (2021–2022), lista |
| Oroszország · szövetségi köztársaság               | Vlagyimir Putyin (2012–), lista | Mihail Misusztyin (2020–), lista |
| Örményország · köztársaság                         | Armen Szargszján (2018–), lista | Nikol Pasinján (2018–), lista |
| Portugália · köztársaság                           | Marcelo Rebelo de Sousa (2016–), lista | António Costa (2015–2024), lista |
| Románia · köztársaság                              | Klaus Johannis (2014–2025), lista | Florin Cîțu (2020–2021) Nicolae Ciucă (2021–2023), lista |
| San Marino · köztársaság                           | Alessandro Cardelli és Mirko Dolcini (2020–2021) Giancarlo Venturini és Marco Nicolini (2021) Francesco Mussoni és Giacomo Simoncini (2021–2022), régenskapitányok                                                                                         | a két régenskapitány egyben kormányfő is |
| Spanyolország · parlamentáris monarchia            | VI. Fülöp király (2014–) | Pedro Sánchez Pérez-Castejón (2018–), lista * Katalónia Pere Aragonès (2020–), elnök |
| Svájc · konföderáció                               | Szövetségi Tanács * Ueli Maurer (2009–2022) * Simonetta Sommaruga (2010–2022) * Alain Berset (2012–) * Guy Parmelin (2015–), elnök * Ignazio Cassis (2017–) * Viola Amherd (2019–2025) * Karin Keller-Sutter (2019–)                                       | A Szövetségi Tanács látja el a kormányzati feladatokat is |
| Svédország · parlamentáris monarchia               | XVI. Károly Gusztáv király (1973–) | Stefan Löfven (2014–2021) Magdalena Andersson (2021–2022), lista |
| Szerbia · köztársaság                              | Aleksandar Vučić (2017–), lista | Ana Brnabić (2017–2024), lista |
| Szlovákia · köztársaság                            | Zuzana Čaputová (2019–2024), lista | Igor Matovič (2020–2021) Eduard Heger (2021–2023), lista |
| Szlovénia · köztársaság                            | Borut Pahor (2012–2022), lista | Janez Janša (2020–2022), lista |
| Ukrajna · köztársaság                              | Volodimir Zelenszkij (2019–), lista | Denisz Smihal (2020–), lista |
| Vatikán · teokratikus monarchia                    | Ferenc pápa (2013–2025), lista | Pietro Parolin (2013–), lista |

## Afrika
| Ország                                        | Államfő | Kormányfő |
| --------------------------------------------- | --- | --- |
| Algéria · köztársaság                         | Abd el-Madzsíd Tebbún (2019–), lista | Abd el-Azíz Dzserád (2019–2021) Ajman ben Abd er-Rahmán (2021–2023), lista |
| Angola · köztársaság                          | João Lourenço (2017–2022), lista | Fernando da Piedade Dias dos Santos alelnök, (2012–), lista |
| Benin · köztársaság                           | Patrice Talon (2016–), lista | az elnök tölti be a kormányfői posztot |
| Bissau-Guinea · köztársaság                   | Umaro Sissoco Embaló (2020–), parlament nem ismeri el, lista | Nuno Gomes Nabiam (2020–2023), lista |
| Botswana · köztársaság                        | Mokgweetsi Masisi (2018–2024), lista | elnök tölti be a kormányfői beosztást is |
| Burkina Faso · köztársaság                    | Roch Marc Christian Kaboré (2015–), lista | Christophe Dabiré (2019–2021) Lassina Zerbo (2021–2022), lista |
| Burundi · köztársaság                         | Évariste Ndayishimiye (2020–), lista | Alain Guillaume Bunyoni (2020–2022), lista |
| Comore-szigetek · köztársaság                 | Azali Assoumani (2016–), lista * Anjouan Abdallah Mohamed (2018–), ügyvivő, lista * Grande Comore Hassani Hamadi (2016–), lista * Mohéli Mohamed Said Fazul (2016–), lista | elnök tölti be a kormányfői beosztást is |
| Csád · köztársaság                            | Idriss Déby (1990–2021) Mahamat Idriss Déby Nemzeti Átmeneti Tanács (2021–), lista | Albert Pahimi Padacké (2021–), lista |
| Dél-afrikai Köztársaság · köztársaság         | Cyril Ramaphosa (2018–), lista | elnök tölti be a kormányfői beosztást is |
| Dél-Szudán · köztársaság                      | Salva Kiir Mayardit (2011–), lista | elnök tölti be a kormányfői beosztást is |
| Dzsibuti · köztársaság                        | Ismail Omar Guelleh (1999–), lista | Abdoulkader Kamil Mohamed (2013–), lista |
| Egyenlítői-Guinea · köztársaság               | Teodoro Obiang Nguema Mbasogo (1979–), lista | Francisco Pascual Obama Asue (2016–2023), lista |
| Egyiptom · köztársaság                        | Abdel Fattah al-Szíszi (2014–), lista | Mosztafa Madbúli (2018–), lista |
| Elefántcsontpart · köztársaság                | Alassane Ouattara (2010–), lista | Hamed Bakayoko (2020–2021) Patrick Achi (2021–2023), lista |
| Eritrea · köztársaság                         | Isaias Afewerki (1991–), lista | elnök tölti be a kormányfői posztot is |
| Etiópia · köztársaság                         | Sahle-Work Zewde (2018–2024), lista | Abij Ahmed (2018–), lista |
| Gabon · köztársaság                           | Ali Bongo Ondimba (2009–2023), lista | Rose Christiane Raponda (2020–2023), lista |
| Gambia · köztársaság                          | Adama Barrow (2017–), lista | elnök tölti be a kormányfői posztot is |
| Ghána · köztársaság                           | Nana Akufo-Addo (2017–2025), lista | elnök tölti be a kormányfői posztot is |
| Guinea · köztársaság                          | Alpha Condé (2010–2021) Mamady Doumbouya ezredes, (2021–), lista | Ibrahima Kassory Fofana (2018–2021) Mohamed Béavogui (2021–2022), lista |
| Kamerun · köztársaság                         | Paul Biya (1982–), lista | Joseph Dion Ngute (2019–), lista |
| Kenya · köztársaság                           | Uhuru Kenyatta (2013–2022), lista | Raile Odinga (2008–2022), lista |
| Kongói Köztársaság · köztársaság              | Denis Sassou-Nguesso (1997–), lista | Clément Mouamba (2016–2021) Anatole Collinet Makosso (2021–), lista |
| Kongói Demokratikus Köztársaság · köztársaság | Félix Tshisekedi (2019–), lista | Sylvestre Ilunga Ilukamba (2019–2021) Sama Lukonde Kyenge (2021–2024), lista |
| Közép-afrikai Köztársaság · köztársaság       | Faustin Archange Touadéra (2016–), lista | Firmin Ngrébada (2019–2021) Henri Marie Dondra (2021–2022), lista |
| Lesotho · alkotmányos monarchia               | III. Letsie király (1996–) | Moeketsi Majoro (2020–2022), lista |
| Libéria · köztársaság                         | George Weah (2018–), lista | elnök tölti be a kormányfői posztot is |
| Líbia · köztársaság                           | Képviselőház (Líbia 2016. március 12-ig nemzetközileg elismert kormánya) Aguila Száleh Issza (2014–2021), Líbia Képviselőháza elnöke Nemzeti Megállapodás Kormánya (Líbia 2016. március 12. óta nemzetközileg egyedül legitimnek elismert ideiglenes kormányzata) Fájez esz-Szarrádzs (2016–2021), a líbiai Elnöki Tanács elnöke, lista Nemzeti Egységkormány (Líbia) (Líbia kormánya 2021. március 10-től) Mohamed Ál Menfi, a Líbiai Elnöki Tanács elnöke, (2021–), lista | Képviselőház Abdullah al-Száni (2014–2021), lista Nemzeti Megállapodás Kormánya (Líbia 2016. március 12. óta nemzetközileg egyedül legitimnek elismert ideiglenes kormányzata) Fájez esz-Szarrádzs (2016–2021), miniszterelnök, lista Nemzeti Egységkormány (Líbia) (Líbia kormánya 2021. március 10-től) Abdul Hamíd Dbeibeh (2021–), lista |
| Madagaszkár · köztársaság                     | Andry Rajoelina (2019–2023), lista | Christian Ntsay (2018–), lista |
| Malawi · köztársaság                          | Lazarus Chakwera (2020–), lista | elnök tölti be a kormányfői posztot is |
| Mali · köztársaság                            | Bah N’Daw, Nemzeti Megmentési Tanács (2020–2021) Assimi Goita (2021–), lista | Moctar Ouane, Nemzeti Megmentési Tanács (2020–2021) Choguel Maïga (2021–2022), lista |
| Marokkó · alkotmányos monarchia               | VI. Mohammed király (1999–) · * Nyugat-Szahara · Ibrahim Ghali (2016–), ügyvivő | Saadeddine El Othmani (2017–2021) · Aziz Ahannus (2021–), lista - Nyugat-Szahara · Mohamed Váli Akejk (2018–) |
| Mauritánia · köztársaság                      | Mohamed Sejk El Gazuáni (2019–), lista | Mohamed Uld Bilal (2020–2024), lista |
| Mauritius · köztársaság                       | Pradeep Roopun (2019–), lista * Rodrigues Serge Clair (2012–2022), főbiztos | Pravind Jugnauth (2017–2024), lista * Rodrigues Jacques Davis Hee Hong Wye (2012–2022), főminiszter |
| Mozambik · köztársaság                        | Filipe Nyusi (2015–2025), lista | Carlos Agostinho do Rosário (2015–2022), lista |
| Namíbia · köztársaság                         | Hage Geingob (2015–2024), lista | Saara Kuugongelwa-Amadhila (2015–), lista |
| Niger · köztársaság                           | Mahamadou Issoufou (2011–2021) Mohamed Bazoum (2021–2023), lista | Brigi Rafini (2011–2021) Ouhoumoudou Mahamadou (2021–2023), lista |
| Nigéria · köztársaság                         | Muhammadu Buhari (2015–2023), lista | elnök tölti be a kormányfői posztot is |
| Ruanda · köztársaság                          | Paul Kagame (2000–), lista | Edouard Ngirente (2017–), lista |
| São Tomé és Príncipe · köztársaság            | Evaristo Carvalho (2016–2021) Carlos Vila Nova (2021–), lista | Jorge Bom Jesus (2018–2022), lista * Príncipe (régió) Filipe Nascimento (2020–), kormányfő |
| Seychelle-szigetek · köztársaság              | Wavel Ramkalawan (2020–), lista | elnök tölti be a kormányfői posztot is |
| Sierra Leone · köztársaság                    | Julius Maada Bio (2018–), lista | elnök tölti be a kormányfői posztot is |
| Szenegál · köztársaság                        | Macky Sall (2012–2024), lista | elnök tölti be a kormányfői posztot is |
| Szomália · köztársaság                        | Mohamed Abdullahi Mohamed (2017–2022), lista · * Szomáliföld · Musa Bihi Abdi (2017–2024), Szomáliföld elnöke · * Puntföld · Szaid Abdullahi Deni (2019–), Puntföld elnöke | Mohamed Huszein Roble (2020–2022), lista |
| Szudán · köztársaság                          | Abdel Fattah Burhan (2019–), az Átmeneti Katonai Tanács elnöke, lista | Abdalla Hamdok (2019–2022), lista |
| Szváziföld · abszolút monarchia               | III. Mswati király (1986–) | Themba N. Masuku (2020–2021) Cleopas Dlamini (2021–2023), lista |
| Tanzánia · köztársaság                        | John Magufuli (2015–2021) · Samia Suluhu Hassan (2021–), lista · * Zanzibár · Hussein Mwinyi (2020–), elnökök listája | Kassim Majaliwa (2015–), lista |
| Togo · köztársaság                            | Faure Gnassingbé (2005–2025), lista | Victoire Tomegah Dogbé (2020–2025), lista |
| Tunézia · köztársaság                         | Kaisz Szaíd (2019–), lista | Hicsem Mecsicsi (2020–2021) Nadzsla Bouden (2021–2023), lista |
| Uganda · köztársaság                          | Yoweri Museveni (1986–), lista | Ruhakana Rugunda (2014–2021) Robinah Nabbanja (2021–), lista |
| Zambia · köztársaság                          | Edgar Lungu (2015–2021) Hakainde Hichilema (2021–), lista | elnök tölti be a kormányfői posztot is |
| Zimbabwe · köztársaság                        | Emmerson Mnangagwa (2017–), lista | elnök tölti be a kormányfői posztot is |
| Zöld-foki Köztársaság · köztársaság           | Jorge Carlos Fonseca (2011–2021) José Maria Neves (2021–), lista | Ulisses Correia e Silva (2016–), lista |

## Dél-Amerika
| Ország                                               | Államfő                                                         | Kormányfő                                                                           |
| ---------------------------------------------------- | --------------------------------------------------------------- | ----------------------------------------------------------------------------------- |
| Argentína · köztársaság                              | Alberto Fernández (2019–2023), lista                            | elnök tölti be a kormányfői posztot is                                              |
| Bolívia · köztársaság                                | Luis Arce (2020–), lista                                        | elnök tölti be a kormányfői posztot is                                              |
| Brazília · köztársaság                               | Jair Bolsonaro (2019–2022), lista                               | elnök tölti be a kormányfői posztot is                                              |
| Chile · köztársaság                                  | Sebastián Piñera (2018–2022), lista                             | elnök tölti be a kormányfői posztot is                                              |
| Ecuador · köztársaság                                | Lenín Moreno (2017–2021) Guillermo Lasso (2021–2023), lista     | elnök tölti be a kormányfői posztot is                                              |
| Falkland-szigetek · az Egyesült Királyság külbirtoka | Nigel Phillips (2017–2022), kormányzó, lista                    | Keith Padgett (2012–), főminiszter, lista                                           |
| Guyana · köztársaság                                 | Irfaan Ali (2020–), lista                                       | Mark Phillips (2020–), lista                                                        |
| Kolumbia · köztársaság                               | Iván Duque (2018–2022), lista                                   | elnök tölti be a kormányfői posztot is                                              |
| Paraguay · köztársaság                               | Mario Abdo Benítez (2018–2023), lista                           | elnök tölti be a kormányfői posztot is                                              |
| Peru · köztársaság                                   | Francisco Sagasti (2020–2021) Pedro Castillo (2021–2022), lista | Violeta Bermúdez (2020–2021) Guido Bellido (2021) Mirtha Vásquez (2021–2022), lista |
| Suriname · köztársaság                               | Chandrikapersad Santokhi (2020–), lista                         | elnök tölti be a kormányfői posztot is                                              |
| Uruguay · köztársaság                                | Luis Lacalle Pou (2020–2025), lista                             | elnök tölti be a kormányfői posztot is                                              |
| Venezuela · köztársaság                              | Nicolás Maduro (2013–), lista                                   | elnök tölti be a kormányfői posztot is                                              |

## Észak- és Közép-Amerika
| Ország                                                                   | Államfő | Kormányfő                                                                             |
| ------------------------------------------------------------------------ | --- | ------------------------------------------------------------------------------------- |
| Amerikai Egyesült Államok · köztársaság                                  | Donald Trump (2017–2021) · Joe Biden (2021–2025), lista · * Puerto Rico az USA társult állama · Wanda Vázquez (2019–2021) · Pedro Pierluisi (2021–2025), lista · * Amerikai Virgin-szigetek az USA külbirtoka · Albert Bryan kormányzó (2019–), lista | elnök tölti be a kormányfői posztot is                                                |
| Anguilla · az Egyesült Királyság tengerentúli területe                   | Christina Scott (2013–2021) Dileeni Daniel-Selvaratnam (2021–2023), kormányzó | Ellis Webster (2020–2025), lista                                                      |
| Antigua és Barbuda · parlamentáris monarchia                             | II. Erzsébet királynő Antigua és Barbuda királynője (1981–2022) Sir Rodney Williams (2014–), főkormányzó | Gaston Browne (2014–), lista                                                          |
| Aruba · Hollandia társult állama                                         | Vilmos Sándor király Aruba királya (2013–) Alfonso Boekhoudt (2017–), főkormányzó | Evelyn Wever-Croes (2017–2025), lista                                                 |
| Bahama-szigetek · parlamentáris monarchia                                | II. Erzsébet királynő a Bahama-szigetek királynője (1973–2022) Cornelius A. Smith (2019–), főkormányzó | Hubert Minnis (2017–2021) Philip Davis (2021–), lista                                 |
| Barbados · parlamentáris monarchia · 2021. november 30-tól · köztársaság | II. Erzsébet királynő Barbados királynője (1966–2021) Sandra Mason (2018–2021), főkormányzó 2021. november 30-tól Sandra Mason (2021–), elnök | Mia Mottley (2018–), lista                                                            |
| Belize · parlamentáris monarchia                                         | II. Erzsébet királynő Belize királynője (1981–2022) Colville Young (1993–2021) Stuart Leslie (2021), ügyvivő Froyla Tzalam (2021–), főkormányzó | Johnny Briceño (2020–), lista                                                         |
| Bermuda · Nagy-Britannia külbirtoka                                      | II. Erzsébet királynő Bermuda királynője (1968–2022) Rena Lalgie (2020–), lista | David Burt (2017–), lista                                                             |
| Bonaire · Hollandia különleges községe                                   | Vilmos Sándor király Bonaire királya (2013–) Edison Rijna (2014–2023), adminisztrátor |                                                                                       |
| Brit Virgin-szigetek · az Egyesült Királyság tengerentúli területe       | Gus Jaspert (2017–2021) David D. Archer (2021), ügyvivő John Rankin (2021–2024), főkormányzó | Andrew Fahie (2019–2022), lista                                                       |
| Costa Rica · köztársaság                                                 | Carlos Alvarado (2018–2022), lista | elnök tölti be a kormányfői posztot is                                                |
| Curaçao · Hollandia társult állama                                       | Vilmos Sándor király Curaçao királya (2013–) Lucille George-Wout (2013–), főkormányzó | Eugene Rhuggenaath (2017–2021) Gilmar Pisas (2021–), lista                            |
| Dominikai Közösség · köztársaság                                         | Charles Savarin (2013–2023), lista | Roosevelt Skerrit (2004–), lista                                                      |
| Dominikai Köztársaság · köztársaság                                      | Luis Abinader (2020–), lista | elnök tölti be a kormányfői posztot is                                                |
| Salvador · köztársaság                                                   | Nayib Bukele (2019–2023), lista | elnök tölti be a kormányfői posztot is                                                |
| Grenada · parlamentáris monarchia                                        | II. Erzsébet királynő Grenada királynője (1974–2022) Cécile La Grenade (2013–), főkormányzó | Keith Mitchell (2013–2022), lista                                                     |
| Guatemala · köztársaság                                                  | Alejandro Giammattei (2020–2024), lista | elnök tölti be a kormányfői posztot is                                                |
| Haiti · köztársaság                                                      | Jovenel Moïse (2017–2021) Joseph Lambert (2021), ideiglenes Ariel Henry (2021–2024), lista | Joseph Joute (2020–2021) Claude Joseph (2021), ügyvivő Ariel Henry (2021–2024), lista |
| Honduras · köztársaság                                                   | Juan Orlando Hernández (2014–), lista | elnök tölti be a kormányfői posztot is                                                |
| Jamaica · parlamentáris monarchia                                        | II. Erzsébet királynő Jamaica királynője (1962–2022) Patrick Allen (2009–), főkormányzó | Andrew Holness (2016–), lista                                                         |
| Kajmán-szigetek · Nagy-Britannia külbirtoka                              | II. Erzsébet királynő a Kajmán-szigetek királynője (1962–2022) Martyn Roper (2018–), lista | Alden McLaughlin (2013–2021) Wayne Panton (2021–2023), lista                          |
| Kanada · parlamentáris monarchia                                         | II. Erzsébet királynő Kanada királynője (1952–2022) Julie Payette (2017–2021) Richard Wagner (2021), ügyvivő Mary Simon (2021–), főkormányzó | Justin Trudeau (2015–2025), lista                                                     |
| Kuba · népköztársaság                                                    | Miguel-Díaz Canel (2018–), lista | Manuel Marrero Cruz (2019–), lista                                                    |
| Mexikó · köztársaság                                                     | Andrés Manuel López Obrador (2018–2024), lista | elnök tölti be a kormányfői posztot is                                                |
| Montserrat · az Egyesült Királyság tengerentúli területe                 | Andrew Pearce (2018–2022), kormányzó | Easton Taylor-Farrell (2019–2024), lista                                              |
| Nicaragua · köztársaság                                                  | Daniel Ortega (2007–), lista | elnök tölti be a kormányfői posztot is                                                |
| Panama · köztársaság                                                     | Laurentino Cortizo (2019–2024), lista | elnök tölti be a kormányfői posztot is                                                |
| Saint-Barthélemy · Franciaország külbirtoka                              | Serge Gouteyron (2020–2022), prefektus | Bruno Magras (2007–2022), Saint Barthélemy területi tanácsának elnöke                 |
| Saint Kitts és Nevis · parlamentáris monarchia                           | II. Erzsébet királynő Szent Kitts és Nevis királynője (1983–2022) Sir Samuel Weymouth Tapley Seaton (2015–2023), főkormányzó * Nevis Marjorie Morton (2017–), főkormányzó-helyettes                                                                   | Timothy Harris (2015–2022), lista * Nevis Mark Brantley (2017–), főminiszter          |
| Saint Lucia · parlamentáris monarchia                                    | II. Erzsébet királynő Szent Lucia királynője (1979–2022) Neville Cenac (2018–2021) Errol Charles (2021–), ügyvivő, főkormányzó | Allen Chastanet (2016–2021) Philip J. Pierre (2021–), lista                           |
| Saint-Martin · Franciaország külbirtoka                                  | Serge Gouteyron (2020–2022), prefektus | Daniel Gibbs (2017–2022), Saint-Martin területi tanácsának elnöke                     |
| Saint-Pierre és Miquelon Franciaország külbirtoka                        | Thierry Devimeux (2018–2021) Christian Pouget (2021–2023), prefektus | Bernard Briand (2020–), Saint Pierre és Miquelon területi tanácsának elnöke           |
| Saint Vincent és a Grenadine-szigetek · parlamentáris monarchia          | II. Erzsébet királynő Saint Vincent királynője (1979–2022) Susan Dougan (2019–), főkormányzó | Ralph Gonsalves (2001–), lista                                                        |
| Sint Maarten · Hollandia társult állama                                  | Vilmos Sándor király Sint Maarten királya (2013–) Eugene Holiday (2010–2022), főkormányzó | Silveria Jacobs (2019–2024), lista                                                    |
| Trinidad és Tobago · köztársaság                                         | Paula-Mae Weekes (2018–2023), lista * Tobago (autonóm sziget) Ancil Dennis (2020–2021) Farley Chavez Augustine (2021–), Tobago Közgyűlése elnöke | Keith Rowley (2015–2025), lista                                                       |
| Turks- és Caicos-szigetek · az Egyesült Királyság tengerentúli területe  | Nigel Dakin (2019–), kormányzó | Sharlene Cartwright Robinson (2016–2021) Washington Misick (2021–), lista             |

## Ázsia
| Ország                                                       | Államfő | Kormányfő |
| ------------------------------------------------------------ | --- | --- |
| Afganisztán · köztársaság, augusztus 15-től · iszlám emírség | Asraf Gáni (2014–2021) Hibatulla Ahundzáda (2021–), lista | Ábdulláh Ábdulláh (2014–2021) Mohammad Haszán (2021–2023), lista |
| Bahrein · alkotmányos monarchia                              | Hamad király (1999–) | Szalmán ibn Hamad Ál Halífa (2020–), lista |
| Banglades · köztársaság                                      | Abdul Hamid (2013–2023), lista | Haszina Vazed (2009–), lista |
| Bhután · abszolút monarchia                                  | Dzsigme Keszar Namgyel Vangcsuk király (2006–) | Lotaj Csering (2018–2023), lista |
| Brunei · abszolút monarchia                                  | Hassanal Bolkiah szultán (1967–) | a szultán tölti be a kormányfői posztot is |
| Dél-Korea · köztársaság                                      | Mun Dzsein (2017–2022), lista | Csong Szegjun (2020–2021) Hong Namki (2021) Kim Bugjom (2021–2022), lista |
| Egyesült Arab Emírségek · abszolút monarchia                 | Halífa bin Zájed Ál Nahaján (2004–2022), lista * Abu-Dzabi Halífa bin Zájed Ál Nahaján (2004–2022) * Adzsmán Humajd ibn Rásid an-Nuajmi (1981–) * Dubaj Muhammad ibn Rásid Ál Maktúm (2006–) * Fudzsejra Hamad ibn Muhammad as-Sarki (1974–) * Rász el-Haima Szaúd ibn Szakr al-Kászimi (2010–) * Sardzsa Szultán ibn Muhammad al-Kászimi (1972–) * Umm al-Kajvajn Szaúd ibn Rásid al-Mualla (2009–) | Mohammed ibn Rásid Ál Maktúm (2006–), lista |
| Észak-Korea · népköztársaság                                 | Kim Dzsongun (2011–), pártfőtitkár, országvezető Cso Rjong He (2019–), Legfelső Népi Gyűlés elnöke | Kim Dokhun (2020–), lista |
| Fülöp-szigetek · köztársaság                                 | Rodrigo Duterte (2016–2022), lista * Mindanao Mujiv Hataman (2011–), kormányzó | elnök tölti be a kormányfői posztot is |
| India · köztársaság                                          | Ram Nath Kovind (2017–2022), lista | Narendra Modi (2014–), lista |
| Indonézia · köztársaság                                      | Joko Widodo (2014–2024), lista | elnök tölti be a kormányfői posztot is |
| Irak · köztársaság                                           | Berhem Szálih (2018–2022), lista * Kurdisztán Necsirván Bárzáni (2019–) | Musztafa al-Kadími (2020–2022), lista * Kurdisztán Maszrúr Bárzáni (2019–) |
| Irán · köztársaság                                           | Ali Hámenei (1989–), legfelsőbb vallási-szellemi vezető Hasszán Rohani (2013–2021) Ebrahim Raiszi (2021–2024), elnök | elnök tölti be a kormányfői posztot is |
| Izrael · köztársaság                                         | Reuvén Rivlin (2014–2021) Jichák Hercog (2021–), lista | Benjámín Netanjáhú és Beni Ganc (2020–2021) Naftáli Benet (2021–2022), lista |
| Japán · parlamentáris monarchia                              | Naruhito császár (2019–) | Szuga Josihide (2020–2021) Kisida Fumio (2021–2024), lista |
| Jemen · köztársaság                                          | Abdurrabu Manszúr Hadi (2012–2022), lista Legfelső Politikai Tanács (el nem ismert rivális kormányzat) Mahdi am-Masat (2018–), a Legfelsőbb Politikai Tanács elnöke | Maín Abdulmalik Szaíd (2018–2024), lista Legfelső Politikai Tanács (el nem ismert rivális kormányzat) Abdul Azíz Bin Habtúr (2016–2024)                                           |
| Jordánia · alkotmányos monarchia                             | II. Abdullah király (1999–) | Biser Khaszaune (2020–2024), lista |
| Kambodzsa · parlamentáris monarchia                          | Norodom Szihamoní király (2004–) | Hun Szen (1985–2023), lista |
| Katar · abszolút monarchia                                   | Tamím ibn Hamad Ál Száni emír (2013–) | Kálid ibn Kalífa ibn Abdul Azíz Ál Száni (2020–2023), lista |
| Kazahsztán · köztársaság                                     | Kaszim-Zsomart Kemeluli Tokajev (2019–), lista | Aszkar Mamin (2019–2022), lista |
| Kelet-Timor · köztársaság                                    | Francisco Guterres (2017–2022), lista | Taur Matan Ruak (2018–2023), lista |
| Kína · népköztársaság                                        | Hszi Csin-ping pártfőtitkár (2012–) Hszi Csin-ping (2013–), államelnök | Li Ko-csiang (2013–2023), lista · * Hongkong · Carrie Lam (2017–2022), főminiszter · * Makaó · Ho Jat-szeng (2019–2024), főminiszter                                              |
| Kirgizisztán · köztársaság                                   | Talant Mamitov (2020), ügyvivő Szadir Dzsaparov (2021–), lista | Artyom Novikov (2020–2021), ügyvivő Ulukbek Maripov (2021) Akilbek Dzsaparov (2021–2024), lista                                                                                   |
| Kuvait · alkotmányos monarchia                               | Naváf kuvaiti emír (2020–2023) | Szabáh al-Káled al-Hamad asz-Szabáh (2019–2022), lista |
| Laosz · népköztársaság                                       | Boungnang Voracsith (2016–2021) Thonglun Sziszulith (2021–), elnök Boungnang Voracsith (2016–2021) Thonglun Sziszulith (2021–), pártfőtitkár | Thonglun Sziszulith (2016–2021) Phankham Viphavanh (2021–2022), lista |
| Libanon · köztársaság                                        | Michel Aoun (2016–2022), lista | Haszan Diab (2020–2021) Nadzsib Mikati (2021–2025), lista |
| Malajzia · parlamentáris monarchia                           | Tengku Abdullah szultán (2019–2024) | Sri Muhyiddin Yassin (2020–2021) Ismail Sabri Yaakob (2021–2022), lista |
| Maldív-szigetek · köztársaság                                | Ibrahim Mohamed Solih (2018–2023), lista | elnök tölti be a kormányfői posztot is |
| Mianmar · köztársaság                                        | Vin Mjint (2018–2021) Min Aung Hlaing tábornok, Adminisztrációs Államtanács, (2021–), lista | Aun Szan Szu Kji (2016–2021) Min Aung Hlaing (2021–), ügyvivő, lista |
| Mongólia · köztársaság                                       | Haltmágín Battulga (2017–2021) Uhnágín Hürelszüh (2021–), lista | Uhnágín Hürelszüh (2017–2021) Luvszannamszráj Ojun-Erdene (2021–), lista |
| Nepál · köztársaság                                          | Bidhya Devi Bhandari (2015–2023), elnök | K.P. Sarma Oli (2018–2021) Sher Bahadur Deuba (2021–2022), lista |
| Omán · abszolút monarchia                                    | Hajszam szultán (2020–) | a szultán tölti be a miniszterelnöki posztot is |
| Pakisztán · köztársaság                                      | Arif Alvi (2018–2024), lista | Imrán Hán (2018–2022), lista |
| Palesztina · köztársaság                                     | Mahmúd Abbász (2005–), lista | Mohammad Stajjeh (2019–2024), lista |
| Srí Lanka · köztársaság                                      | Góttábaja Rádzsapaksza (2019–2022), lista | Mahinda Rádzsapaksza (2019–2022), lista |
| Szaúd-Arábia · abszolút monarchia                            | Szalman király (2015–) | a király egyben a kormányfő is |
| Szingapúr · köztársaság                                      | Halimah Yacob (2017–2023), lista | Li Hszien Lung (2004–2024), lista |
| Szíria · köztársaság                                         | Bassár el-Aszad (2000–2024), lista Szíria Ideiglenes Kormánya (részben elismert, rivális kormány 2024-ig) Anasz al-Abdah (2019–2021) Szalem al-Meszlet (2021–2023), a Szíriai Nemzeti Koalíció elnöke | Huszein Arnúsz (2020–2024), lista Szíria Ideiglenes Kormánya (részben elismert, rivális kormány 2024-ig) Abdurrahman Musztafa (2019–), a Szíriai Nemzeti Koalíció miniszterelnöke |
| Tajvan · köztársaság                                         | Caj Jing-ven (2016–2024), lista | Szu Ceng-csang (2019–2023), lista |
| Tádzsikisztán · köztársaság                                  | Emomali Rahmon (1992–), lista | Kohir Raszulzoda (2013–), lista * Hegyi-Badahsán autonóm terület Jodgor Fajzov (2018–2021) Aliser Hudojberdi (2021–), kormányzó                                                   |
| Thaiföld · parlamentáris monarchia                           | Vadzsiralongkorn király (2016–) | Prajuth Csan-ocsa, (2014–2023), lista |
| Törökország · köztársaság                                    | Recep Tayyip Erdoğan (2014–), lista | az elnök tölti be a kormányfői beosztást is |
| Türkmenisztán · köztársaság                                  | Gurbanguly Berdimuhamedow (2006–2022), lista | elnök tölti be a kormányfői beosztást is |
| Üzbegisztán · köztársaság                                    | Shavkat Mirziyoyev (2016–), lista * Karakalpaksztán Musa Yerniyazov (2002–), elnök | Abdulla Aripov (2016–), lista * Karakalpaksztán Kakhraman Szarijev (2016–), miniszterelnök                                                                                        |
| Vietnám · népköztársaság                                     | Nguyễn Phú Trọng (2011–2024), pártfőtitkár Nguyễn Phú Trọng (2018–2021) Nguyễn Xuân Phúc (2021–2023), államfő | Nguyễn Xuân Phúc (2016–2021) Pham Minh Chinh (2021–), lista |

## Óceánia
| Ország                                            | Államfő | Kormányfő |
| ------------------------------------------------- | --- | --- |
| Amerikai Szamoa · az USA külbirtoka               | Lolo Matalasi Moliga (2013–2021) Lemanu Peleti Mauga (2021–2025), kormányzó | kormányzó tölti be a kormányfői posztot is |
| Ausztrália · parlamentáris monarchia              | II. Erzsébet Ausztrália királynője (1952–2022) · David Hurley (2019–2024), főkormányzó · * Karácsony-sziget Ausztrália külterülete · Barry Haase (2014–), adminisztrátor · * Kókusz (Keeling)-szigetek Ausztrália külterülete · Barry Haase (2014–), adminisztrátor · * Norfolk-sziget Ausztrália külbirtoka · Owen Walsh (2007–), adminisztrátor         | Scott Morrison (2018–2022), lista · * Norfolk-sziget Ausztrália külbirtoka · Lisle Snell (2013–), főminiszter |
| Északi-Mariana-szigetek · Az USA társult állama   | Donald Trump elnök Ralph Torres (2015–2023), kormányzó | kormányzó tölti be a kormányfői posztot is |
| Fidzsi-szigetek · köztársaság                     | Jioji Konrote (2015–2021) Ratu Wiliame Katonivere (2021–2024), lista | Frank Bainimarama (2014–2022), lista |
| Francia Polinézia · Franciaország külterülete     | Dominique Sorain (2019–2022) főbiztos | Édouard Fritch (2014–2023), lista |
| Guam · az USA külbirtoka                          | Eddie Calvo (2011–2023), kormányzó | |
| Kiribati · köztársaság                            | Taneti Maamau (2016–), lista | elnök tölti be a kormányfői posztot is |
| Marshall-szigetek · köztársaság                   | David Kabua (2020–2024), lista | elnök tölti be a kormányfői posztot is |
| Mikronézia · köztársaság                          | David W. Panuelo (2019–2023), lista | elnök tölti be a kormányfői posztot is |
| Nauru · köztársaság                               | Lionel Aingimea (2019–2022), lista | elnök tölti be a kormányfői posztot is |
| Palau · köztársaság                               | Surangel Whipps (2020–), lista | |
| Pápua Új-Guinea · parlamentáris monarchia         | II. Erzsébet Pápua Új-Guinea királynője (1975–2022) Bob Dadae (2017–), főkormányzó, lista * Bougainville autonóm terület Ishmael Toroama (2020–), lista | James Marape (2019–), lista |
| Pitcairn-szigetek · Egyesült Királyság külbirtoka | II. Erzsébet a Pitcairn-szigetek királynője (1952–2022) Laura Clark (2018–2022), kormányzó | Mike Warren (2007–), polgármester |
| Salamon-szigetek · parlamentáris monarchia        | II. Erzsébet a Salamon-szigetek királynője (1978–2022) David Vunagi (2019–2024), főkormányzó | Manasseh Sogavare (2019–2024), lista |
| Szamoa · parlamentáris monarchia                  | Tuimaleali'ifano Va'aletoa Sualauvi II király (2017–) | Tuilaepa Aiono Sailele Malielegaoi (1998–2021) Fiame Naomi Mata'afa (2021-), lista |
| Tonga · alkotmányos monarchia                     | VI. Tupou király (2012–) | Pohiva Tu’i’onetoa (2019–2021) Siaosi Sovaleni (2021–2024), lista |
| Tuvalu · parlamentáris monarchia                  | II. Erzsébet Tuvalu királynője (1978–2022) Teniku Talesi (2019–2021), ügyvivő Samuelu Teo (2021), ügyvivő Tofiga Falani (2021–), főkormányzó | Kausea Natano (2019–2024), lista |
| Új-Kaledónia · Franciaország külterülete          | Laurent Prévost (2019–2021) Patrice Faure (2021–2025), főbiztos | Thierry Santa (2019–2021) Louis Mapou (2021–2025), lista |
| Új-Zéland · parlamentáris monarchia               | II. Erzsébet Új-Zéland királynője (1952–2022) · Patsy Reddy (2016–2021) · Cindy Kiro (2021–), főkormányzó · * Cook-szigetek Új-Zéland társult állama · Tom Marsters (2013–2024) a királynő képviselője · * Niue Új-Zéland társult állama · Kirk Yates (2018–), főbiztos · * Tokelau-szigetek Új-Zéland területe · Ross Ardern (2018–2022), adminisztrátor | Jacinda Ardern (2017–2023), lista · * Cook-szigetek Új-Zéland autonóm területe · Mark Brown (2020–), lista · * Niue Új-Zéland társult állama · Dalton Tagelagi (2020–), miniszterelnök · * Tokelau-szigetek Új-Zéland területe · Afega Gaualofa (2018–), lista |
| Vanuatu · köztársaság                             | Tallis Obed Moses (2017–2022), lista | Bob Loughman (2020–2022), lista |
| Wallis és Futuna Franciaország külterülete        | Christophe Lotigié (2020–2021) Hervé Jonathan (2021–), főadminisztrátor | Nivaleta Aloei (2020–2022), a Közgyűlés elnöke |